# ScienceDirect
ScienceDirect é uma página web operada pela editora anglo-holandesa Elsevier, lançado originalmente em março de 1997. É uma plataforma para acesso de aproximadamente 2500 revistas científicas e mais de  26000 e-books. Os periódicos são agrupados em quatro seções principais: Ciências Físicas e Engenharia, Ciências Biológicas, Ciências da Saúde e Ciências Sociais e Humanas. O acesso aos resumos dos artigos são disponíveis livremente, enquanto o acesso ao texto completo (em PDF e, em publicações mais novas, também em HTML) geralmente é necessário uma subscrição ou uma compra  pay-per-view.

## Leituras adicionais
- Thomas G. De Petro. «ScienceDirect – Elsevier Science's MegaSource». Econtent. 23 (6): 56–61. Consultado em 7 de Junho de 2015. Arquivado do original em 11 de Junho de 2014
- Jason Bengtson. «ScienceDirect Through SciVerse: A New Way To Approach Elsevier». Medical Reference Services Quarterly. 30 (1): 42–49. doi:10.1080/02763869.2011.541346
- Carol Tenopir, Peiling Wang, Yan Zhang, Beverly Simmons, Richard Pollard. «Academic users' interactions with ScienceDirect in search tasks: Affective and cognitive behaviors». Information Processing & Management. 44 (1): 105–121. doi:10.1016/j.ipm.2006.10.007
- Hao-Ren Ke, Rolf Kwakkelaar, Yu-Min Tai, Li-Chun Chen. «Exploring behavior of E-journal users in science and technology: Transaction log analysis of Elsevier's ScienceDirect OnSite in Taiwan». Library & Information Science Research. 24 (3): 265–291. doi:10.1016/S0740-8188(02)00126-3
- David Nicholas, Ian Rowlands, Paul Huntington, Hamid R. Jamali, Patricia Hernández Salazar. «Diversity in the e-journal use and information-seeking behaviour of UK researchers». Journal of Documentation. 66 (3): 409–433. doi:10.1108/00220411011038476